# Chiesa della Madonna di Pompei (New York)
La chiesa della Madonna di Pompei è una chiesa cattolica di New York negli Stati Uniti d'America. Fu costruita nel 1826-28 come sede della Parrocchia omonima, costituita già nel 1892 dai padri Scalabriniani per servire alla comunità cattolica italiana locale e che fino ad allora aveva svolto le proprie attività in altre sedi.

## Storia e descrizione
La Chiesa della Madonna di Pompei di New York ha le proprie origini in una cappella aperta nel 1891 dal padre scalabriniano Pietro Bandini presso la sede della neonata Italian St. Raphael Society, un'organizzazione cattolica nata per la tutela dei numerosi immigranti italiani al momento del loro arrivo negli Stati Uniti. La cappella era divenuta presto il ritrovo anche di numerosi italiani residenti nel quartiere, tanto che Bandini sin dal 1892 ne ottenne la trasformazione in parrocchia. Necessitando ben presto di locali più ampi per la Society e la Parrocchia, nel 1895 Bandini affittò allo scopo i locali di una ex-Chiesa protestante ai nn.214-218 di Sullivan Street.
Nel 1897 la chiesa di Sullivan Street fu gravemente danneggiata da un'esplosione per una fuga di gas, che ferì gravemente anche padre Francesco Zaboglio che dal 1896 aveva preso il posto di padre Bandini, partito per una nuova missione in Arkansas. La parrocchia si trasferì così l'8 maggio 1898 in un'altra ex-chiesa protestante al 210 Bleecker Street. Il trasferimento coincise con l'arrivo di colui che per oltre 30 anni sarebbe stato l'animatore della comunità, padre Antonio Demo.
Da allora la parrocchia diventa un punto di centrale di riferimento per gli italiani del Greenwich Village di New York.
Nel 1923 tuttavia padre Demo apprende che l'estensione della Sixth Avenue (ora Avenue of the Americas) a sud di Canal Street per instradare il traffico nell'Holland Tunnel, allora in costruzione, avrebbe comportato la demolizione della sua chiesa. Lancia immediatamente una campagna per acquistare un altro immobile e costruire una nuova chiesa, la canonica e la scuola parrocchiale. Con l'aiuto dell'architetto Matthew Del Gaudio, la pietra angolare del nuovo edificio fu posta il 3 ottobre 1926, e la chiesa fu dedicata due anni dopo, il 7 ottobre 1928. Nell'estate del 1931 anche la scuola parrocchiale poté aprire, coronando il suo sogno di un luogo di formazione per i figli degli immigranti.
L'architettura del nuovo edificio, quello ancor oggi esistente, si ispira direttamente nello stile neoclassico, e nella forma del campanile posto all'angolo della strada sulla parte destra della facciata, al Santuario della Beata Vergine del Rosario di Pompei da cui prende il nome.
Ancora oggi la parrocchia è officiata dai Padri Scalabriniani ed è una delle chiese nazionali degli italiani di New York, anche se la mutata demografia l'ha resa oggi la casa di altre due numerose comunità etniche newyorchesi, quella filippina e quella brasiliana, offrendo messe in inglese, portoghese, italiano e filippino (tagalog).

### Parroci
- Pietro Bandini (1892-96)
- Francesco Zaboglio (1896-1899)
- Antonio Demo (1899-1933)
- Emanuele Ambrosino (1933-2010)
- Walter Tonelotto